# Тревожные ночи в Самаре
«Тревожные ночи в Самаре» — трёхсерийный художественный телефильм, снятый в 1969 году Куйбышевской студией телевидения. Создан по мотивам реальных событий, происходивших в Самаре в 1921 году. Первый показ по местному телевидению состоялся в декабре 1969 года, позже фильм был показан по Центральному телевидению СССР в 1970 году.

## История создания
Сценарий создан с использованием архивных материалов. По заданию редактора местной газеты Эдуард Кондратов и Владимир Сокольников написали очерк «Часовые революции», позже на его основе был написан сценарий.
Это был первый опыт съёмок телефильма как для Куйбышевской студии телевидения, так и для многих участников съёмочной группы. Чёрно-белый фильм снят на отечественную киноплёнку. Бюджет на фильм был выделен небольшой, качество плёнки оставляло желать лучшего. Натурные съёмки проходили в Куйбышеве, павильонные — на Ялтинской киностудии. Озвучивание проходило в Ленинграде, с участием ленинградских артистов.

## Сюжет
Самарские чекисты раскрывают контрреволюционный заговор.

## Актёры
- Ольгерд Тарасов — Гаюсов, заговорщик
- Иван Морозов — Шабанов, чекист
- Сергей Яковлев — Иван Лабодин, чекист
- Валерий Караваев[10] — Михаил Кропочев
- Владимир Емельянов — Семён Ильич Левин, председатель Самарской губЧК[3]
- Михаил Аренский, Сергей Пономарёв — Башкатин, нэпман[11]
- Светлана Боголюбова — Нюся
- Николай Клюев — Макс Иванович Гюнтер, пивовар
- Александр Демич — Владимир Петрович, главврач
- Ванда Оттович-Воловская — Нина Ольшанская
- Николай Михеев
- Николай Засухин
- Николай Кузьмин
- Всеволод Турчин

В фильме снимались актёры Куйбышевского театра драмы, а также участники съёмочной группы и сценаристы.